# United States Motor Company

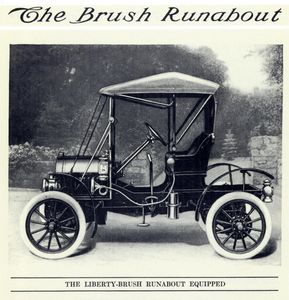
Advertentie voor een Brush runabout uit 1912.

De United States Motor Company was een automobielconcern in de
Verenigde Staten. Het bedrijf werd in 1910 opgericht door
Benjamin Briscoe die voorgaand ook al medeoprichter was van de
Maxwell-Briscoe Company. De USMC was bedoeld
als een holding boven vele automerken zodat die gemakkelijker aan
financiële middelen konden geraken en hun producten konden verkopen.
De USMC ging in 1913 failliet na conflicten met twee investeerders
die ook belangen hadden in concurrent General Motors.

## Geschiedenis
Benjamin Briscoe was al jaren een geldschieter in de toen nog jonge
auto-industrie. Hij had David Buick's eerste auto gefincancierd
in 1901 en Maxwell-Briscoe Company mee
opgericht in 1903. Hij kwam op het idee om de vier grootste
Amerikaanse autobouwers van het moment, Buick, Ford,
Oldsmobile en zijn eigen Maxwell, samen te brengen in één groot
concern. In 1908 richtte hij daartoe de
International Motor Company op, maar de onderhandeling faalden.
In december 1909 werd het bedrijf omgedoopt tot United States
Motor Company. Tegen het einde van 1910 had het concern 11
bedrijven onder haar vleugels. Er waren even geruchten dat ook het
pas gevormde General Motors zou fuseren, maar die werden snel de
kop ingedrukt. Nog in 1910 richtte Briscoe
United Motors International op. Die divisie was verantwoordelijk
voor de verkoop in het buitenland en richtte zich daarbij vooral op
het Verenigd Koninkrijk.
Het bedrijf zei toen 18 fabrieken te hebben met 14.000 werknemers
die 52.000 voertuigen per jaar konden bouwen. In 1911 had de
USMC 52 modellen in de aanbieding en de verkoop was met 57% gestegen
ten opzichte van het voorgaande jaar. Briscoe klaagde meermaals de
terughoudendheid van zijn financiers aan. In september 1912
vroeg hij het faillissement aan. De bankiers wijtten dit aan
slecht bestuur. Een conclict tussen twee van die bankiers, die ook
belangen hadden in concurrent General Motors, leidde uiteindelijk
tot het einde. Eind 1912 verliet Briscoe zijn bestuurspositie en
werd de zaak overgenomen door Walter Flanders. Die verkocht de
bedrijven en hun activa in januari 1913 voor $7.080.000. Zelf
kocht hij Maxwell Motor Company met activa en absorbeerde daarin ook
zijn eigen Flanders Automobile Company. Maxwell was het enige
bedrijf dat het faillissement overleefde. In 1925 werd het
gereorganiseerd om Chrysler te worden.

## Onderdelen
- Alden Sampson Mfg Company
- Brush Motor Car Company
- Columbia Automobile Company
- Courier Car Company
- Dayton Motor Car Company
- Gray Marine
- Maxwell-Briscoe Company
- Providence Engineering Works
- Sampson Trucks
- Thomas Motor Company